# Monastýr svatého Mikuláše
Monastýr svatého Mikuláše je pravoslavný klášter na Klášterní hoře (ukrajinsky Чернеча гора) v Mukačevu. Patří do jurisdikce Mukačevské eparchie. Od poloviny 20. století se jedná o ženský klášter.

## Historie
Přesné datum jeho založení je neznámé, pravděpodobně byl založen koncem 11. století. Ve 14. století byl klášter pod patronací Teodora Koriatoviče. V roce 1491 se stal sídlem eparchie Mukačevské, která měla jurisdikci celé Zakarpatí. V roce 1537 byl klášter za války vypálen, brzy poté byl se svolením císaře Ferdinanda I. přestavěn. Po obnovení plného církevního společenství mezi církví byzantského obřadu v Mukačevské eparchii a římskokatolickou církví (Užhorodská unie) se v roce 1646 klášter připojil k řeckokatolickému baziliánskému mnišskému řádu. Od té doby byl archimandrita také generálním představeným řádu v Zakarpatí. Biskupská rezidence byla v roce 1751 přenesena do Mukačeva, ale správním centrem baziliánů zůstal klášter. V letech 1798–1804 byl kostel sv. Mikuláše postaven v klasicistním stylu. V roce 1862 byla velká část opět zničena požárem, ale během tří let byla znovu postavena. Během 20. letech 20. století byl klášter přestavěn a byly provedeny reformy. Dne 14. 3. 1939 se v klášteře bránila jedna četa československé stráže obrany státu proti maďarské armádě, která toho dne zahájila okupaci Podkarpatské Rusi.

### Klášterní škola a knihovna
Klášter provozoval školu a knihovnu, které se staly důležitými pro kulturní a náboženský život regionu. Udržoval také kontakty s východoevropskými a bálkánskými ortodoxními církvemi. Igumen Anatolij Kralickij (*1835–†1894) byl významný rusínský národní buditel a zakarpatský spisovatel.

### Historie kláštera po 2. světové válce
V roce 1946 sovětské úřady zlikvidovaly Ukrajinskou řeckokatolickou církev a klášter byl nucen stát se pravoslavným. Všichni mniši odmítli konvertovat a byli vyloučeni. Sbírka více než 6000 vzácných knih a rukopisů a její archivy byly převedeny do místních muzeí a archivů. Klášter byl přeměněn na klášter pro pravoslavné jeptišky z jiných uzavřených sovětských klášterů. Dnes v klášteře žije asi sedmdesát pravoslavných sester.